# Hoberg
Hoberg és una població dels Estats Units a l'estat de Missouri. Segons el cens del 2000 tenia 60 habitants.

## Demografia
Segons el cens del 2000, Hoberg tenia 60 habitants, 24 habitatges, i 19 famílies. La densitat de població era de 386,1 habitants per km².
Dels 24 habitatges en un 37,5% hi vivien nens de menys de 18 anys, en un 62,5% hi vivien parelles casades, en un 4,2% dones solteres, i en un 20,8% no eren unitats familiars. En el 20,8% dels habitatges hi vivien persones soles el 8,3% de les quals corresponia a persones de 65 anys o més que vivien soles. El nombre mitjà de persones vivint en cada habitatge era de 2,5 i el nombre mitjà de persones que vivien en cada família era de 2,74.
Per edats la població es repartia de la següent manera: un 23,3% tenia menys de 18 anys, un 13,3% entre 18 i 24, un 30% entre 25 i 44, un 23,3% de 45 a 60 i un 10% 65 anys o més.
L'edat mediana era de 34 anys. Per cada 100 dones de 18 o més anys hi havia 109,1 homes.
La renda mediana per habitatge era de 21.250 $ i la renda mediana per família de 24.167 $. Els homes tenien una renda mediana de 16.875 $ mentre que les dones 32.500 $. La renda per capita de la població era de 10.121 $. Entorn del 27,8% de les famílies i el 32,1% de la població estaven per davall del llindar de pobresa.

## Poblacions més properes
El següent diagrama mostra les poblacions més properes.